# Blue chip

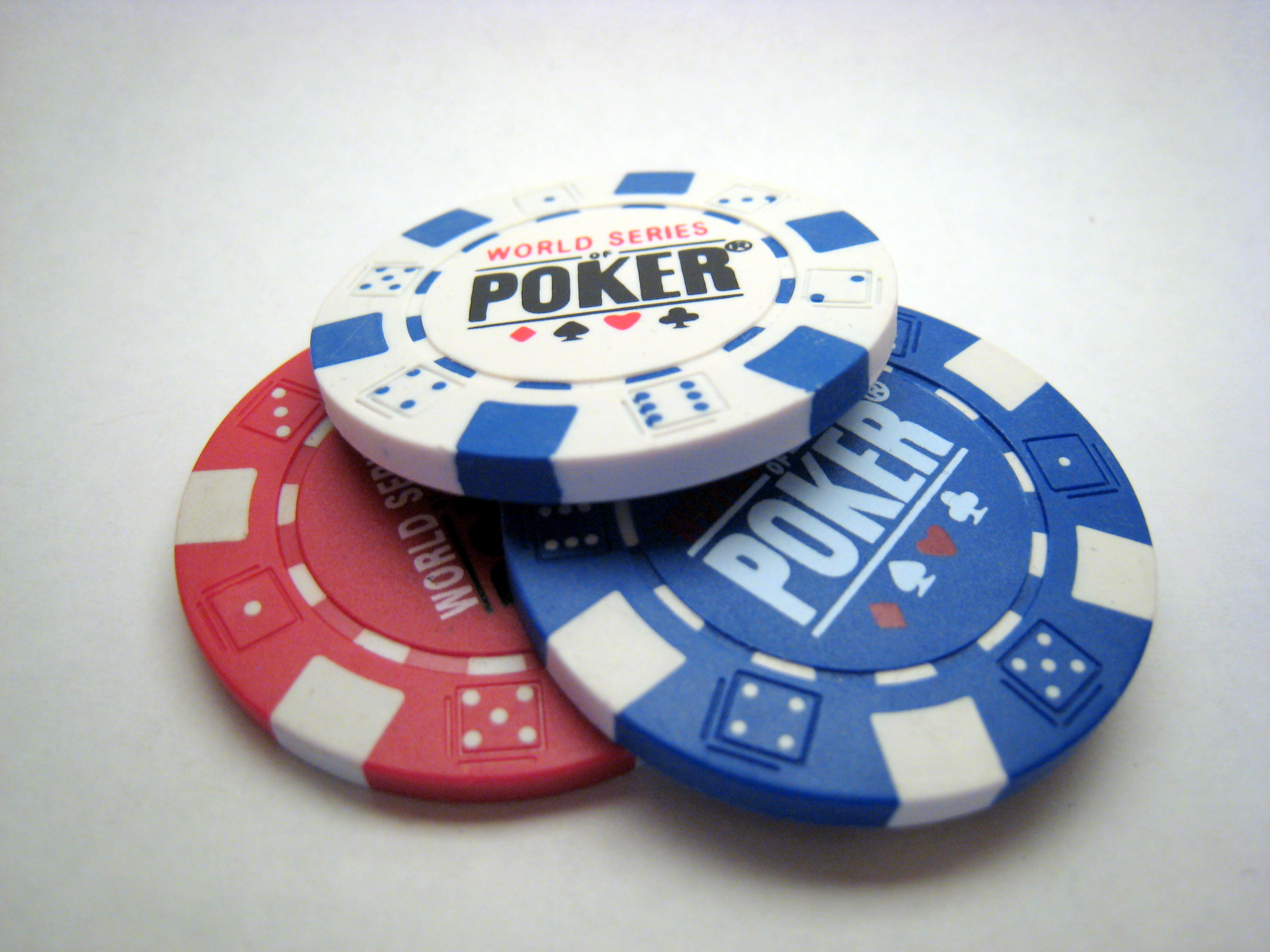
"Blue chips" são em referência às fichas azuis usadas no pôquer

O termo blue chip é originário dos cassinos onde, no pôquer, as fichas azuis (literalmente blue chips em inglês) são as mais valiosas. É internacionalmente empregado nos mercados de ações por analogia, para designar ações de empresas bem estabelecidas, de grande porte, nacional e internacional, com comprovada lucratividade, principalmente a longo prazo, e com poucas obrigações, resultando em situação econômica e financeira positiva tanto em períodos positivos quanto negativos.
Normalmente, representam as ações das empresas mais bem cotadas na bolsa de valores. Essas ações são chamadas de "ações de primeira linha", ou seja as ações com mais liquidez de mercado, porque são as mais procuradas, com muitos negócios realizados diariamente. Não há uma lista oficial dessas ações: é um consenso de mercado. A lista de blue chips muda periodicamente, mas há sempre aquelas que, entra ano e sai ano, continuam no topo, tais quais VALE5 (ação da Vale).[carece de fontes?]
O índice mais popular que segue as blue chips dos Estados Unidos é o Dow Jones Industrial Average, uma média ponderada do preço de 30 ações blue-chip que são geralmente líderes em sua indústria. Todas as empresas da Dow Jones Industrial Average são blue-chips, mas a Dow Jones Industrial Average é um índice que não inclui todas as empresas que são blue chips. No entanto, tem sido um indicador amplamente seguido do mercado de ações desde 1º de outubro de 1928.
O oposto de uma blue chip é uma penny stock, uma empresa de baixo valor e alto risco.

## Origem
Como é da natureza, às vezes, do alto risco das ações, o termo "blue chip" deriva do pôquer. Os conjuntos mais simples de fichas de poker incluem fichas brancas, vermelhas e azuis, com a tradição de que as azuis(blue) são as de maior valor. Se uma ficha vale US$ 1, uma vermelha geralmente vale US$ 5 e uma azul US$ 25.
Nos Estados Unidos do século XIX, havia a tradição de usar fichas azuis para valores mais altos que "blue chip" em sentidos substantivos e adjetivos sinalizando fichas de alto valor e propriedades de alto valor datam desde 1873 e 1894, respectivamente. Esta conotação estabelecida foi ampliada pela primeira vez para o sentido de uma ação de blue-chip na década de 1920. De acordo com o folclore da empresa Dow Jones, essa extensão sensorial foi inventada por Oliver Gingold em algum momento na década de 1920, quando Gingold estava perto do ticker de ações da corretora que mais tarde se tornou Merrill Lynch. Percebendo várias negociações em US$ 200 ou US$ 250 por ação ou mais, ele disse para Lucien Hooper de W.E. Hutton & Co. que pretendia retornar ao escritório para "escrever sobre essas ações blue chip". Foi usado desde então, originalmente em referência a ações de alto preço, mais comumente usado hoje para se referir a ações de alta qualidade. Na mídia contemporânea, as ações blue chips e suas performances diárias são freqüentemente mencionadas ao lado de outras índices, como o Dow Jones Industrial Average.

## Características dasblue chips
- Possuem alta liquidez[12][13][14][15]
- Mais procuradas e com maior número de negócios realizados diariamente[15]
- São ações que "representam as grandes estrelas da Bolsa"[16]
- Costumam ser empresas de grande porte[17][13]
- Possuem menor risco se comparadas à empresas menores,[12] são consideradas as mais seguras do mercado[5][11][18]
- São conhecidas por toda a sociedade,[19] as mais comentadas, que a mídia cita com frequência[4]
- Há menos assimetria de informação em relação a outros tipos de empresas[15][20]
- Pouco voláteis[21][22]
- Longo e estável histórico de resultados positivos[21][5][11][7] e comprovada lucratividade[21][5]
- Poucas obrigações (endividamento)[21][11] e boas classificações de crédito(rating)[7]
- Política de dividendos consistente[21][5][11][7]
- Notórias, boa reputação, prestígio e solidez[23][18][24][25]
- São administradas pelos mais experientes e melhores líderes do mercado[26]
- Com frequência estão envolvidas em múltiplas indústrias ou diversos segmentos da mesma indústria[5]
- São líderes de sua indústria ou setor[11]
- O valor da maioria das blue chips melhor administradas se recupera após quedas do mercado ou escândalos relacionados à empresa[22]
- Pequenos eventos não tendem a afetar o preço ou a tendência das ações[27]
- Tipicamente vendem produtos e serviços diversificados de alta qualidade[7]
- Balanços sólidos[7]
- Vantagens competitivas[7]

## Riscos
Na teoria, empresas blue chips são as mais seguras, mas várias não aumentaram ou tiveram seu valor reduzido durante anos.